# Felmegyek a miniszterhez
A Felmegyek a miniszterhez egy 1961-ben készült fekete-fehér, magyar filmvígjáték, melyet Bán Frigyes rendezett.

## Történet
Rendes községben már mindenki belépett a termelőszövetkezetbe, csak a nyakas gazda Balogh Bódog nem hajlik a jó szóra, ami azért nagy baj, mert a szövetkezet neve: 100%. És mivel a közeljövőben a miniszter érkezik a faluba megtekinteni a szövetkezetet, éppen ezért a Szövetkezet vezetői Bódogot küldik el egy szövetkezeti országjárásra, nehogy kiderüljön, hogy hiányzik a faluban a 100%.

## Szereplők
- Páger Antal – Balogh Bódog
- Bánhidi László – Peszleg Antal
- Rajz János – Nyóca, elnök
- Gózon Gyula – Zsüle
- Szirtes Ádám – Miniszter
- Békés Itala – Juli, Bódog felesége
- Mádi Szabó Gábor – Tanácselnök
- Horváth József – Mester
- Farkas Antal – Orbán Vince, tűzoltóparancsnok
- Zenthe Ferenc – Vadász Illés
- Tompa Sándor – plébános
- Schubert Éva – dizőz
- Benedek Tibor – dr. Veleznay Nándor ügyvéd
- Kozák László – I. gépgyárvezető
- Misoga László – építőmester
- Pándy Lajos – II. gépgyárvezető
- Siménfalvy Sándor – felszólaló a parlamentben
- Ambrus András
- Dávid Ágnes
- Erős Pál
- Gonda György
- Gárday Lajos
- Gáti Pál
- id. Szabó Gyula
- Kelemen Lajos
- Kollár Béla
- Konrád József
- Kubik Béla
- Lengyel András
- Lengyel Erzsi
- Nagy István
- Petrik József
- Prókai István
- Orbán Viola
- Sallai Imre
- Vass Irma
- Verebes Károly
- Vándor József
- Zsudi József

## Szállóigévé vált mondatok
- Balogh Bódog: „Vasvellával nem lehet szívát aszalni!”
- Peszleg Antal, Mi vagyunk a BABOBEBI: “Balogh Bódogot Beszervező Bizottság”

## Televíziós megjelenés
MTV1, m1, MTV2, m2, m5, Duna TV, Duna World, RTL Klub, Filmmúzeum, Humor 1, Magyar Mozi TV

## Külső hivatkozások
- FilmKatalogus.hu
- Felmegyek a miniszterhez, film (Duna TV), YouTube.com